# Genevreuille
Genevreuille – miejscowość i gmina we Francji, w regionie Burgundia-Franche-Comté, w departamencie Górna Saona.
Według danych na rok 1990 gminę zamieszkiwało 175 osób, a gęstość zaludnienia wynosiła 27 osób/km² (wśród 1786 gmin Franche-Comté Genevreuille plasuje się na 569. miejscu pod względem liczby ludności, natomiast pod względem powierzchni na miejscu 683.).